# Tales of the Walking Dead
Tales of the Walking Dead es una serie de televisión estadounidense antológica de drama y terror postapocalíptico creada por Scott M. Gimple y Channing Powell que se estrenó el 14 de agosto de 2022 a través de AMC. Es una serie derivada de The Walking Dead, que se basa en la serie de cómics del mismo nombre de Robert Kirkman, Tony Moore y Charlie Adlard, y es la cuarta serie de televisión dentro de la franquicia The Walking Dead.
Tales of the Walking Dead se emitió en AMC entre el 14 de agosto y el 18 de septiembre de 2022. Le seguirá una serie separada, titulada More Tales from the Walking Dead Universe.

## Premisa
Tales of the Walking Dead es una serie televisiva de episodios antológicos que se basa en personajes nuevos y existentes dentro del universo de The Walking Dead.

## Reparto y personajes
- Terry Crews como Joe[3]
- Olivia Munn como Evie[3]
- Parker Posey como Blair Crawford[3]
- Jillian Bell como Gina[3]
- Samantha Morton como Dee[3] / Alpha
- Lauren Glazier como Brooke
- Anthony Edwards como el Dr. Everett[3]
- Poppy Liu como Amy[3]
- Jessie T. Usher como Davon[3]
- Loan Chabanol como Nora
- Gage Munroe como Arnaud
- Embeth Davidtz como Amanda
- Daniella Pineda como Idalia[3]
- Danny Ramirez como Eric[3]

### Invitados
- Kersti Bryan como Sandra
- Kevin L. Johnson como Joel
- Matt Medrano como Brian
- Scarlett Blum como Lydia
- Rachael Markarian como Jenna
- Nick Basta como Billy
- Eric Tiede como Nolan
- Julie Carmen como Alma
- Iris Almario como Maria

## Episodios
| N.º | Título              | Dirigido por          | Escrito por                     | Fecha de emisión original | Audiencia (millones) |
| --- | ------------------- | --------------------- | ------------------------------- | ------------------------- | -------------------- |
| 1 | «Evie / Joe»        | Ron Underwood         | Maya Goldsmith & Ben Sokolowski | 14 de agosto de 2022      | 0,572                |
| Joe (Terry Crews), un hombre solitario que ha estado viviendo en un búnker desde antes del comienzo del apocalipsis, deja la seguridad de su hogar para embarcarse en un viaje por carretera de 700 millas para encontrarse con un antiguo amigo en línea. En el camino, se encuentra con Evie (Olivia Munn), quien se une a él en una misión similar. Después de que Evie lo secuestra inicialmente, los dos se unen antes de ser separados por el robo de la motocicleta de Joe. Evie no puede encontrar a su exmarido Steven, pero encuentra pruebas de que él realmente la amaba. Joe localiza el búnker de su amiga Sandra (kersti Bryan), pero Sandra se ha vuelto loca y se ha convertido en una asesina en serie que tiene como objetivo a los hombres. Evie rescata a Joe, quien se ve obligado a matar a Sandra en defensa propia. Después de encerrar su cadáver reanimado en el búnker, Evie convence a Joe de que hay más vida y reanudan su viaje. |                     |                       |                                 |                           |                      |
| 2 | «Blair / Gina»      | Michael E. Satrazemis | Kari Drake                      | 21 de agosto de 2022      | 0,448                |
| Dos empleadas de oficina enemistados en una compañía de seguros, la recepcionista Gina (Jillian Bell) y su jefa Blair (Parker Posey), atrapadas en un bucle temporal al comienzo del apocalipsis, deben trabajar juntas para salvar a sus seres queridos y escapar de la ciudad de Atlanta. Después de trabajar juntos para salvar a un gran grupo de civiles que huyen de una manada y enfrentar sus respectivos miedos, el bucle temporal finalmente se rompe, aunque Gina sugiere que, alternativamente, pueden estar experimentando un engaño compartido. |                     |                       |                                 |                           |                      |
| 3 | «Dee»               | Michael E. Satrazemis | Channing Powell                 | 28 de agosto de 2022      | 0,430                |
| Alpha (Samantha Morton), conocida entonces como "Dee", intenta proteger a su hija Lydia (Scarlett Blum) en el barco de vapor comunitario en el que viven después del apocalipsis, pero se pone celosa de otra residente, Brooke (Lauren Glazier), a quien Lydia parece agradarle y en quien confía más. Dee está alarmada por la ingenua visión de Brooke del mundo actual y su intento de mantener la normalidad a pesar de los peligros. Las sospechas de Dee sobre un residente llamado Billy (Nick Basta) resultan ciertas cuando Billy y su pandilla intentan apoderarse del barco; Dee y Lydia escapan por poco mientras los residentes y la pandilla se aniquilan entre sí, dejando a Brooke como la única superviviente. Dee le marca la cara a Brooke por no proteger a su hija después de que Lydia impide que su madre mate a Brooke. Al final de su cuerda, Dee y Lydia son encontradas por los Susurradores, liderados en este momento por una mujer llamada Hera (Anne Beyer). Más tarde, Dee mata a Hera y convierte el rostro de Hera en su máscara de caminante, convirtiéndose en el Alfa de los Susurradores. |                     |                       |                                 |                           |                      |
| 4 | «Amy / Dr. Everett» | Haifaa al-Mansour     | Ahmadu Garba                    | 4 de septiembre de 2022   | 0,409                |
| Un científico solitario y documentalista de naturaleza, el Dr. Chauncey Everett (Anthony Edwards), acompaña a una extraña, Amy (Poppy Liu), mientras intenta encontrar al grupo de supervivientes del que fue separada en un área de la región de Wiregrass, ahora llamada Sector Muerto. Los intentos de Amy de conectarse con Everett fracasan en gran medida, ya que ve que los no-muertos, a los que ha denominado Homo mortuus, son la siguiente etapa de la evolución de la naturaleza, mientras que la humanidad es el peligro. Everett se concentra en salvar uno de sus especímenes de investigación desaparecidos, denominado Espécimen 21 (Jeffrey G. Barnett), que luego se revela como uno de sus antiguos colegas, pero el Espécimen 21 es devorado por un caimán. Amy y Everett se pelean después de que él le impide salvar a dos de sus amigos antes de que Everett revele que su campamento está en el camino de una manada enorme y está condenado. Amy se apresura a advertir a sus amigos, pero Everett luego descubre que cayeron ante la manada y se han convertido. Everett comienza a etiquetar sus nuevos especímenes para estudiarlos, incluida Amy, ahora no muerta, aunque Everett muestra algunas dudas cuando se enfrenta a su antiguo amigo. |                     |                       |                                 |                           |                      |
| 5 | «Davon»             | Michael E. Satrazemis | Channing Powell                 | 11 de septiembre de 2022  | 0,387                |
| En un pequeño pueblo de Maine, Davon (Jessie T. Usher) se despierta con una herida en la cabeza y amnesia temporal, y encadenado al cadáver de una mujer llamada Amanda (Embeth Davidtz). Después de humillar a Amanda, Davon alucina a Amanda hablando con él, acusando a Davon de asesinato. En flashbacks, Davon herido llega a la ciudad siete semanas antes y Amanda y su hermana Nora (Loan Chabanol) lo acogen, con quienes desarrolla una relación romántica. En el presente, Davon encuentra a un niño zombificado en el sótano de Amanda y lo sacrifica antes de ser capturado por la gente del pueblo, que acusa a Davon de asesinar a sus hijos desaparecidos, e intenta ejecutarlo. Sus recuerdos regresan lentamente: Davon recuerda haber encontrado al hijo de Nora, Garen (Mason Bienvenue), quien escapó mientras Davon luchaba, se encadenaba y mataba accidentalmente a Amanda en defensa propia cuando ella intentaba matarlo. Al escapar de su ejecución, Davon encuentra a Garen con el hijo de Amanda, Arnaud (Gage Munroe), quien ha estado secuestrando y asesinando a los niños de la ciudad, convencido de que los está salvando de los horrores del mundo, mientras Amanda protegía a su hijo. Al encontrar los cuerpos reanimados de dos de las víctimas de Arnaud, Davon convoca a la gente del pueblo y expone a Arnaud mientras Garen exonera a Davon. Los padres enfurecidos alimentan a Arnaud con sus propias víctimas en venganza y Davon, disgustado, abandona la ciudad. |                     |                       |                                 |                           |                      |
| 6 | «La Doña»           | Deborah Kampmeier     | Lindsay Villarreal              | 18 de septiembre de 2022  | 0.378                |
| Eric (Danny Ramirez) e Idalia (Daniella Pineda) intentan refugiarse en casa de una anciana, Doña Alma (Julie Carmen). Ella acepta darles comida y dejarles pasar la noche, pero insiste en que deben irse al día siguiente. Durante la cena, Eric insiste en el tema y pide que le permitan quedarse para siempre, pero Alma les ordena que se vayan en el acto. De repente cae y se golpea la cabeza, muriendo instantáneamente. Aunque Eric está satisfecho ahora con tener la casa bien protegida para ellos solos, Idalia se siente incómoda haciéndose cargo de la casa de la mujer fallecida. Idalia experimenta varias alucinaciones y visiones al escuchar la voz de Alma insistiendo que la casa le pertenece. Eric se muestra desdeñoso hasta que él también comienza a ver cosas, incluida la creencia de que el caminante de su amiga María es en realidad su regreso de entre los muertos. Los dos se vuelven hostiles entre sí a medida que persisten las apariciones, pero cuando intentan irse, el fantasma de Alma los persigue hasta el sótano. La pareja se ve obligada a apuñalarse mutuamente y se ven arrastrados hacia las ramas y los caminantes de las personas que conocieron. |                     |                       |                                 |                           |                      |

## Producción

### Desarrollo
En septiembre de 2020, AMC anunció que ellos y Scott M. Gimple habían estado desarrollando una serie de antología episódica ambientada en el universo de The Walking Dead. En octubre de 2021, AMC dio luz verde oficialmente a una primera temporada de seis episodios para debutar a mediados de 2022. Channing Powell, quien ha escrito tanto para The Walking Dead como para Fear the Walking Dead, fue elegido como showrunner.En abril de 2023, se informó que Gimple volvería a supervisar la serie de antología More Tales from the Walking Dead Universe, aunque no estaba claro si se trataba de un subtítulo para una posible segunda temporada o de un programa completamente separado.

### Casting
En febrero de 2022, se anunció que Anthony Edwards, Parker Posey, Terry Crews, Poppy Liu y Jillian Bell habían sido elegidos para los papeles protagónicos. Daniella Pineda, Olivia Munn, Danny Ramirez, Loan Chabanol, Embeth Davidtz, Jessie T. Usher y Gage Munroe luego se unieron al elenco en papeles no revelados. En abril de 2022, se confirmó que Samantha Morton volvería a interpretar su papel de Alpha en un episodio, y que Lauren Glazier y Matt Medrano se habían unido al elenco.

### Filmación
El rodaje de la serie comenzó en enero de 2022 en Buford, Georgia, con el primer episodio dirigido por Michael E. Satrazemis; quien ha dirigido varios episodios de The Walking Dead y Fear the Walking Dead. En febrero de 2022, se confirmó que Satrazemis dirigiría tres de los seis episodios de la primera temporada, con los episodios restantes dirigidos por Haifaa al-Mansour, Deborah Kampmeier y Tara Nicole Weyr (quien anteriormente dirigió en Fear the Walking Dead).Más tarde, se reveló que Ron Underwood dirigiría un episodio, reemplazando a Weyr. En abril de 2022, un miembro del equipo sufrió una lesión accidental en el set, lo que suspendió brevemente la producción. El rodaje de la temporada concluyó en abril de 2022.

## Lanzamiento

### Emisión
La serie está programada para estrenarse en AMC el 14 de agosto de 2022. Los dos primeros episodios están programados para estrenarse en AMC+ ese día, ya que luego los episodios se transmitirán en el servicio una semana antes.

### Marketing
Se lanzó un avance el 10 de abril de 2022, con el lema "6 historias diferentes, 1 mundo muerto".

## Recepción
El sitio web de recopilación de reseñas Rotten Tomatoes informa un índice de aprobación del 74% con una calificación promedio de 5,95/10, según 29 reseñas de críticos. El consenso de los críticos del sitio web dice: "Si bien estos Tales of the Walking Dead son historias de perros peludos de calidad variable, todavía hay suficiente carne en el hueso para justificar esta expansión de la saga de zombies de larga duración". Metacritic , que utiliza un promedio ponderado, asignó una puntuación de 60 sobre 100 basándose en 8 críticas, lo que indica "críticas mixtas o promedio".